# Пахомов, Иван Иванович
Иван Иванович Пахомов (13 сентября 1914, Порецкое, Алатырский уезд, Симбирская губерния — 14 августа 1975, Москва, СССР) — советский флотоводец, контр-адмирал (1954). Участник ядерных испытаний на Новой Земле в 1958—1959 годах.

## Биография
Родился в русской семье в селе Порецкое Алатырского уезда.
В ВМФ СССР с 1933 года. С сентября 1933 по октябрь 1937 года проходил обучение в Военно-морском артиллерийском училище им. Ленинского коммунистического союза молодежи Украины (Севастополь).
С октября 1937 по ноябрь 1938 года в должности командира артиллерийского сектора эскадренного миноносца «Незаможник». С ноября 1938 по август 1939 года обучался в артиллерийском отделе Специальных курсов командного состава Рабоче-Крестьянского Военно-Морского Флота.
С 8 декабря 1939 — командир 2-го, с декабря 1939 — 1-го дивизиона БЧ-2 крейсера «Молотов» Черноморского флота. В этой должности вступил в Великую Отечественную войну (до апреля 1944). За мужество и боевое мастерство Иван Иванович в начале 1942 года приказом командующего Черноморским флотом был награжден орденом Красного Знамени. Командира 1-го артиллерийского дивизиона крейсера «Молотов» И. Пахомова командир корабля капитан 1-го ранга Зиновьев и военный комиссар Колобаев, представляя его к награде, характеризовали так: «На корабле находится с момента его постройки. Подразделение тов. Пахомова (артиллерия главного калибра) считается лучшим на корабле… Будучи отличным управляющим огнем, тов. Пахомов все стрельбы по противнику провел успешно… Его огнем сметены с лица земли несколько батарей противника, дзотов и уничтожено немало автомашин и вражеской пехоты. Слава артиллеристов крейсера „Молотов“ известна многим бойцам, защищающим подступы к Севастополю». В 1942 году вступил в ВКП(б).
В марте 1944 года капитан-лейтенант Иван Пахомов участвовал в приемке в Великобритании линкора Royal Sovereign (переименованного в «Архангельск») и в переходе его в Мурманск; во время перехода нес боевую вахту и обеспечивал постоянную готовность дивизиона (за что был отмечен орденом Отечественной войны I степени). С апреля 1944 по июнь 1945 года — командир 1-го дивизиона БЧ-2, с июня 1945 по июнь 1947 года — командир БЧ-2 линкора «Архангельск» Северного флота.
С июня 1947 по март 1952 года — в должности флагманского артиллериста (флагарта) Черноморского флота. В апреле 1950 года окончил курсы флагартов при Военно-морской академии кораблестроения и вооружения имени А. Н. Крылова.
Начальник Управления материальной частью артиллерии ПУСО (3—11.1952), заместитель начальника управления ГАУ (11.1952—4.1953), и. д. начальника Управления эксплуатации и ремонта вооружения (4—5.1953), Начальник Управления снабжения, эксплуатации и ремонта вооружения (5.1953—4.1954), артиллерийского вооружения (4.1954—5.1956), заместитель начальника АУ (5.1956—5.1958), реактивного и артиллерийского вооружения (5—6.1958) ВМФ СССР. Постановлением Совета Министров СССР от 3 мая 1954 г. И. И. Пахомову присвоено звание контр-адмирал.
Начальник 6-го Государственного центра, полигона Министерства обороны СССР (архипелаг Новая Земля) (6.1958—4.1959), где испытания начались 23 февраля и закончились 25 октября 1958 года. В отдельные дни проводилось по два испытания в день. Наиболее активным оказался октябрь, когда было проведено 12 испытаний. К концу 1958 года США с начала своих ядерных испытаний провели 196 ядерных взрывов, а СССР — 72. Достигнув такого ядерного противостояния, бессмысленной ядерной гонки, стороны объявили мораторий на ядерные испытания, который продолжался два года (1959—1960 гг.). В апреле 1959 года от занимаемой должности освобожден и назначен в распоряжение Главного командования ВМФ СССР, в котором находился до августа 1959 года, когда был уволен в запас по болезни.
Похоронен на Головинском кладбище.

## Семья
Сын — Пахомов Иван Иванович. Пахомов-младший окончил Нахимовское училище, Высшее военно-морское училище им. М. В. Фрунзе. Службу проходил на подводных лодках Северного флота, вырос до командира корабля, стал капитаном 1-го ранга. Окончив Военно-морскую академию, несколько лет руководил кафедрой в Военно-морском инженерном институте.

## Награжден
- 2 ордена Красного Знамени (1942, 1953),
- орден. Отечественной войны I ст. (1944), II ст. (1945),
- орден Красной Звезды (1949),
- медалями.